# Historical Materialism Book Series
Historical Materialism Book Series (pol. Seria książkowa Materializmu Historycznego) – międzynarodowa seria wydawnicza czasopisma Historical Materialism publikowana w języku angielskim od 2002 roku. Dotychczas ukazały się 24 pozycje książkowe.
Zespół redakcyjny serii stanowią: Paul Blackledge (z Leeds), Sébastien Budgen (z Paryża), Michael Krätke (z Amsterdamu), Stathis Kouvelakis (z Londynu), Marcel van der Linden (z Amsterdamu), China Miéville (z Londynu), Paul Reynolds (z Lancashire) i Peter Thomas (z Amsterdamu).

## Wydane pozycje
1. Christopher J. Arthur, The New Dialectic and Marx's Capital (2002, II wyd. 2004),
2. Michael Löwy, The Theory of Revolution in the Young Marx (2003),
3. Alex Callinicos, Making History (2004),
4. Pavel V. Maksakovsky, The Capitalist Cycle (tłum. ang. Richard B. Day; 2004),
5. Pierre Broué, The German Revolution, 1917-1923 (tłum. ang. John Archer; 2005),
6. China Miéville, Between Equal Rights. A Marxist Theory of International Law (2005),
7. Matthew Beaumont, Utopia Ltd. (2005),
8. Ray Kiely, The Clash of Globalisations (2005),
9. Lars T. Lih, Lenin Rediscovered (2006),
10. Tony Smith, Globalisation: A Systematic Marxian Account (2006),
11. Paul Burkett, Marxism and Ecological Economics (2006),
12. Jean-Jacques Lecercle, A Marxist Philosophy of Language (ang. tłum. Gregory Elliott; 2006),
13. Gregory Elliott, Althusser: The Detour of Theory (2006),
14. Jacques Bidet, Exploring Marx's Capital (ang. tłum. David Fernbach; 2007),
15. Heide Gerstenberger, Impersonal Power (tłum. ang. David Fernbach; 2007),
16. Jacques Bidet i Stathis Kouvelakis (red.), Critical Companion to Contemporary Marxism (2007),
17. Marcel van der Linden, Western Marxism and the Soviet Union (2007),
18. Roland Boer, Criticism of Heaven (2007),
19. Paul Blackledge i Neil Davidson (red.), Alasdair MacIntyre's Engagement with Marxism (2008),
20. Michael A. Lebowitz, Following Marx: Method, Critique and Crisis (2009),
21. Witnesses to Permanent Revolution: The Documentary Record (ang. tłum. Richard B. Day i Daniel Gaido; 2009),
22. Roland Boer, Criticism of Religion (2009),
23. Mikko Lahtinen, Politics and Philosophy. Niccolò Machiavelli and Louis Althusser's Aleatory Materialism (tłum. ang. Gareth Griffiths i Kristina Köhli; 2009),
24. Peter D. Thomas, The Gramscian Moment (2009).